# Национални парк Пелистер
Национални парк Пелистер (мкд. Национален Парк Пелистер) се налази у југозападном делу Северне Македоније. Проглашен је националним парком 1948. године као прво заштићено природно добро у СР Македонији, а простире на површини од 12.500 ha.
Национални парк Пелистер је карактеристичан по великом броју врхова виших од 2.000 m, који су међусобно раздвојени дубоким речним долинама. Највиши врх је Пелистер (2.601 m). Од геоморфолошких облика облици на Пелистеру су најзанимљивије тзв. камене реке. Највећи део парка се налази на планини Баба.

## Хидрографија
Од хидрографских објекта, истичу се два глацијална језера (Велико и Мало) позната као Горске очи или Пелистерски очи.

## Флора и фауна
Биљни свет је веома разноврстан. У парку расте 88 дрвенастих биљака, што представља 29% од укупног броја дрвенастих биљака Македоније. Такође у парку расте 21 врста зељастих биљака. У националном парку расту две ендемске врсте које се не јављају нигде више у свету. Од животиња у националном парку Пелистер се срећу: 10 врста водоземаца, 15 врста гмизаваца, 91 врста птица и 35 врста сисара. Од риба је значајна пелистерска ендемска поточна пастрмка (лат. Salmo trutta peristericus) и пелагонијска поточна пастрмка (лат. Salmo trutta pelagonicus).